# Иона Псково-Печерский
Иона Псково-Печерский (ум. около 1480 года) — иеромонах Русской православной церкви. Прославлен в лике преподобных. Первый строитель Псково-Печерского монастыря (конец XV века).

## Биография
Мирское имя — Иоанн. Происходил из Московской земли. 
В конце 1460-х гг. был направлен в город Юрьев (Дерпт), где два с половиной года служил в церкви Николая Чудотворца, поставленной псковичами.
Около 1470 года был вынужден уехать из Юрьева во Псков из-за притеснений немцев-католиков. Скорбя о разлучении с принявшим мученическую кончину своим собратом, священником Исидором, ушёл из Пскова и предался подвижничеству в пещере, где до это жил подвижник Марк. Вместе со своей  супругой Марией он принимается искапывать в горе небольшую церковь. После смерти жены, постигшей её от болезни и непомерных трудов, он принял иночество с именем Иона. Он завершил устройство пещерного храма и двух келий, тем самым положив начало Псково-Печерскому монастырю — на реке Каменке, в 56 вёрстах от Пскова. Освятить храм удалось не сразу, духовенство Троицкого собора во Пскове не решалось на это ввиду «необычности дела». Испросив благословения у новгородского архиепископа Феофила, он освятил 15 марта 1473 года церковь во имя Успения Богоматери. Землю для обители Иона испросил у владельца Иоанна Дементьева.
Преподобный Иона подвизался в пещерной обители до 1480 года и мирно отошёл ко Господу.
Погребён был в пещере, однако уже в 1642 году для него была создана новая гробница по распоряжению псковского епископа Геннадия.

## Почитание
Его мощи хранятся в Псково-Печерском монастыре, одним из основателей которого он считается. Память совершается 29 марта (11 апреля) (по юлианскому календарю).
3 февраля 2016 года решением Архиерейского собора Русской православной церкви был канонизирован для общецерковного почитания.

## Комментарии
1. ↑  Иногда указывается 1474 год. См.: Словарь исторический о святых, прославленных в Российской Церкви, и о некоторых подвижниках благочестия, местно чтимых. — СПб., 1862. — С. 123.